# Steintorturm

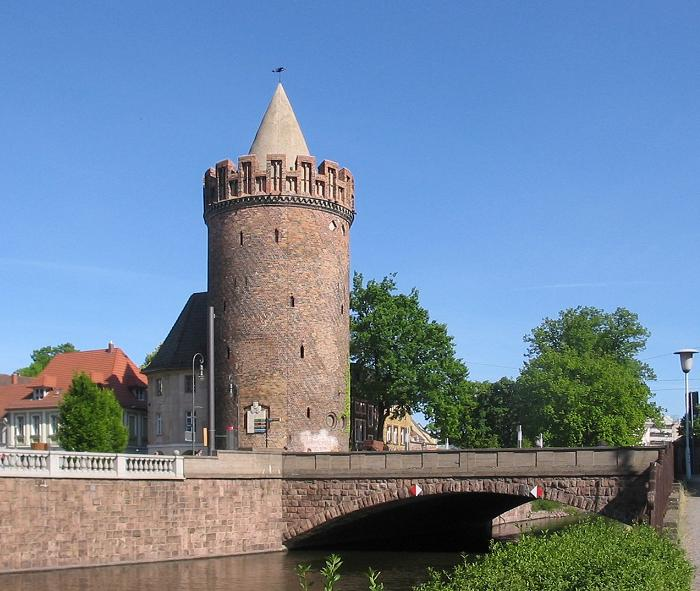
Steintorturm mit Steintorbrücke

Der Steintorturm ist der mächtigste Torturm der Neustädter Stadtmauer in Brandenburg an der Havel. Er gehört zu den ehemals acht, heute noch vier verbliebenen Tortürmen der beiden Städte Brandenburg und ist ein Teil der mittelalterlichen Wehranlage, die einst zehn Tore umfasste. Im Turm befindet sich das Museum im Steintorturm, eine der zwei Zweigstellen des Stadtmuseums Brandenburg.

## Straßen
Das Steintor beschützte die Ausfallstraße nach Südwesten der Neustadt Brandenburg. Bedeutendste beginnende Fernhandelsstraße seit dem Mittelalter bis in die Neuzeit war die Heerstraße nach Magdeburg, welche über Ziesar führte. Weitere bedeutende Handelswege führten über Belzig nach Wittenberg und nach Zerbst. Stadteinwärts führt die Steinstraße vom Tor nach Nordosten zum Neustädtischen Markt, dem zentralen Platz des Stadtteils beziehungsweise der ehemaligen Stadt.

## Gestalt und Lage

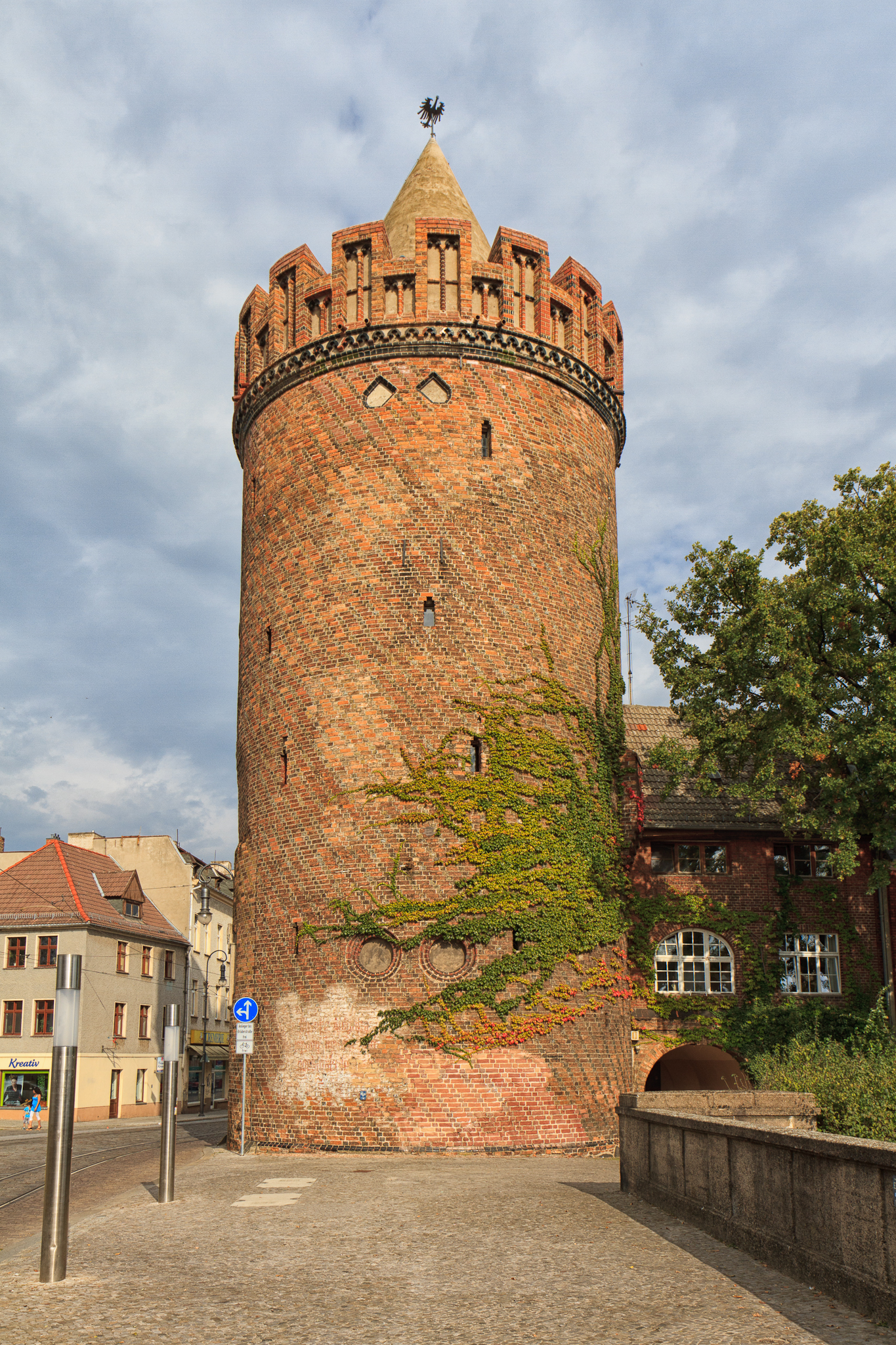
Der Steintorturm von Südwesten aus gesehen

Der in der ersten Hälfte des 15. Jahrhunderts erbaute Steintorturm hat den Grundriss eines Zylinders von 32,5 m Höhe und einem Durchmesser von 11 m. Eine Anfang des 20. Jahrhunderts an der Außenseite des Turmes angebrachte Steintafel nennt als Erbauungsjahr 1380. Dieses Datum lässt sich urkundlich jedoch nicht erhärten. Die urkundliche Ersterwähnung datiert aus dem Jahre 1433 und beschreibt die Nutzung des Turmes als Gefängnis. Die Mauerstärke des Turmes verjüngt sich nach oben hin von 3,53 m zu 2,27 m. Die Treppen sind in diesen Mauerring eingelassen. Der Turm ist komplett in märkischem Ziegelstein aufgeführt. Sechs Geschosse sind im Turmschaft untergebracht, wobei das unterste im Mittelalter als Stadtgefängnis genutzt wurde und das oberste Geschoss nach oben offen ist und von einem Zinnenkranz geschützt wird. Gedeckt wird der Torturm von einem Spitzkegel, der wiederum von einem schmiedeeisernen Adler gekrönt wird.
Als einziger der mittelalterlichen Tortürme Brandenburgs an der Havel verfügte der Steintorturm über eine Heizungsanlage, mit der das zweite, dritte und vierte Geschoss erwärmt werden konnte.
Dem Steintor ist in eine durch einen Wasserlauf verstärkte Wehranlage integriert.
In Richtung der ehemaligen Kommunikation zum Schmerzker-, Lehniner- oder St. Annentor der Neustadt Brandenburg an der Havel, also auf der südwestlichen Seite der neustädtischen Heidestraße, schmiegt sich ein 1911 erbautes Bürgerhaus an den Turmschaft, das im Erdgeschoss einen in Rundbogenarkaden geöffneten Durchweg für Fußgänger bietet.

## Nutzung

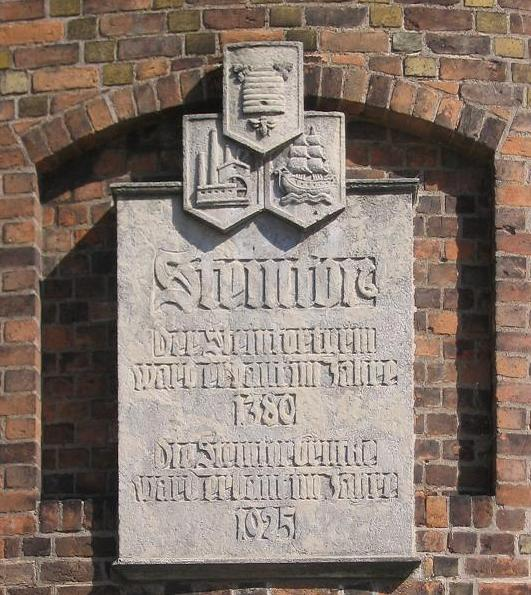
Inschrift

Im Mittelalter diente der Turm der Sicherung des Steintors der Neustadt Brandenburg und als Gefängnis. Der prominenteste Insasse ist der auch urkundlich bezeugte Brandenburger Patriziersohn Peter Wannemacher, der wegen einer Beteiligung an einer Revolte im Jahre 1622 für zehn Wochen inhaftiert war und sich an der Turminnenwand durch zahlreiche auch noch heute sichtbare Inschriften verewigte.
1886 begann der Historische Verein der Stadt Brandenburg an der Havel, die Räumlichkeiten des Turmes als Ausstellungsfläche zu nutzen. Aus diesen Anfängen entwickelte sich das heutige Stadtmuseum Brandenburg an der Havel, zu dem das Museum im Steintorturm neben dem Museum im Frey-Haus gegenwärtig als separate museale Einheit gehört. Unter anderem ist in dem Turm eine Dauerausstellung über die Havelschifffahrt untergebracht. Der Turm kann zwischen April und Oktober gegen ein Eintrittsgeld besichtigt und bestiegen werden.